# Arrastre de Caudas

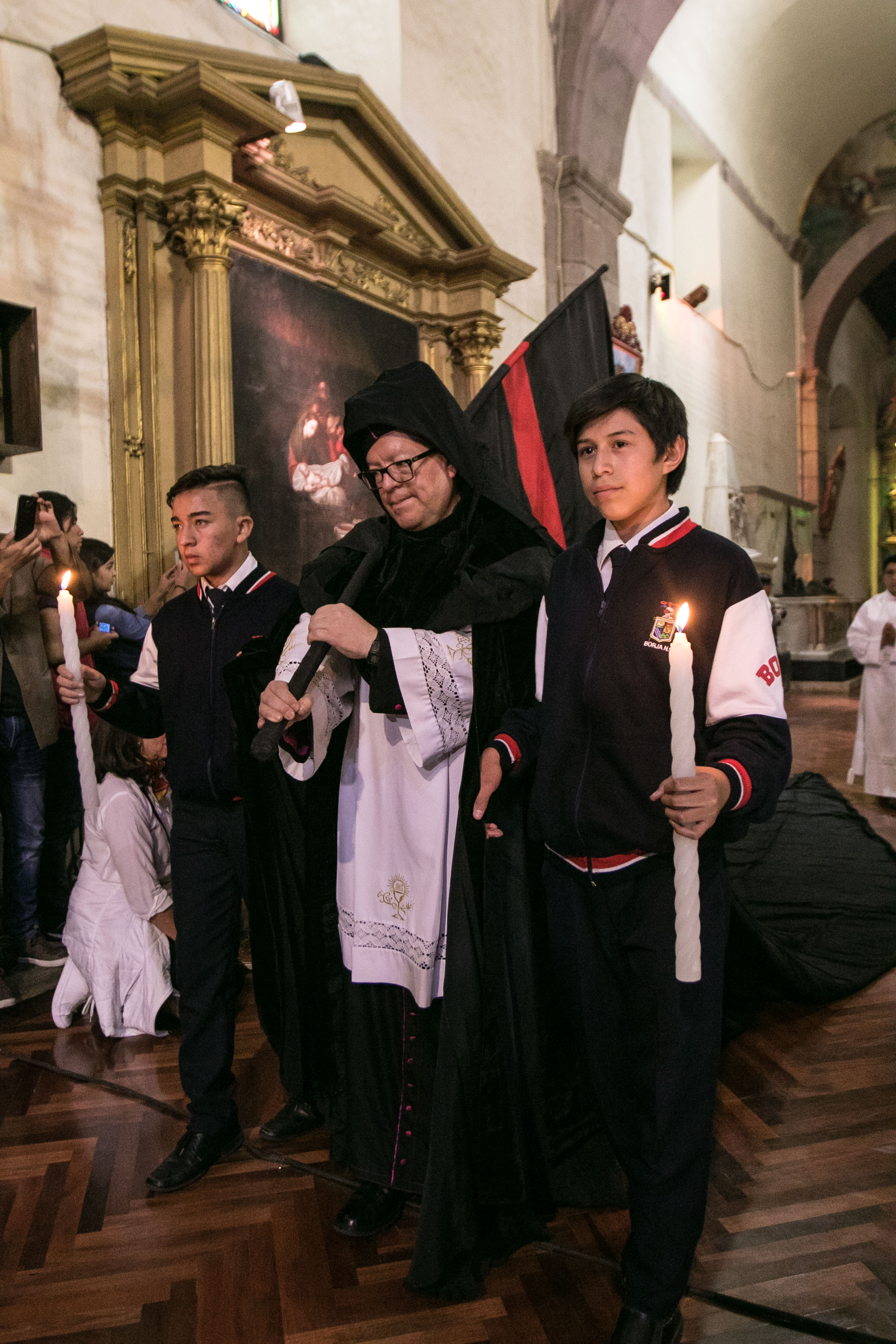
Un canónigo, usando la cauda.

El Arrastre de Caudas, Reseña de la Santa Cruz, Ostentación de la Bandera, Ceremonia de la Seña o del Paso de la Reseña, es una ceremonia religiosa, que tiene lugar en Miércoles Santo, en el marco de la Semana Santa. Es un homenaje a Jesucristo a quien se le rinde honores por su caída en la lucha por la fe. Esta ceremonia, en la actualidad, se celebra en la Catedral de Quito (Ecuador) y en la Catedral Caracas (Venezuela).

## Historia

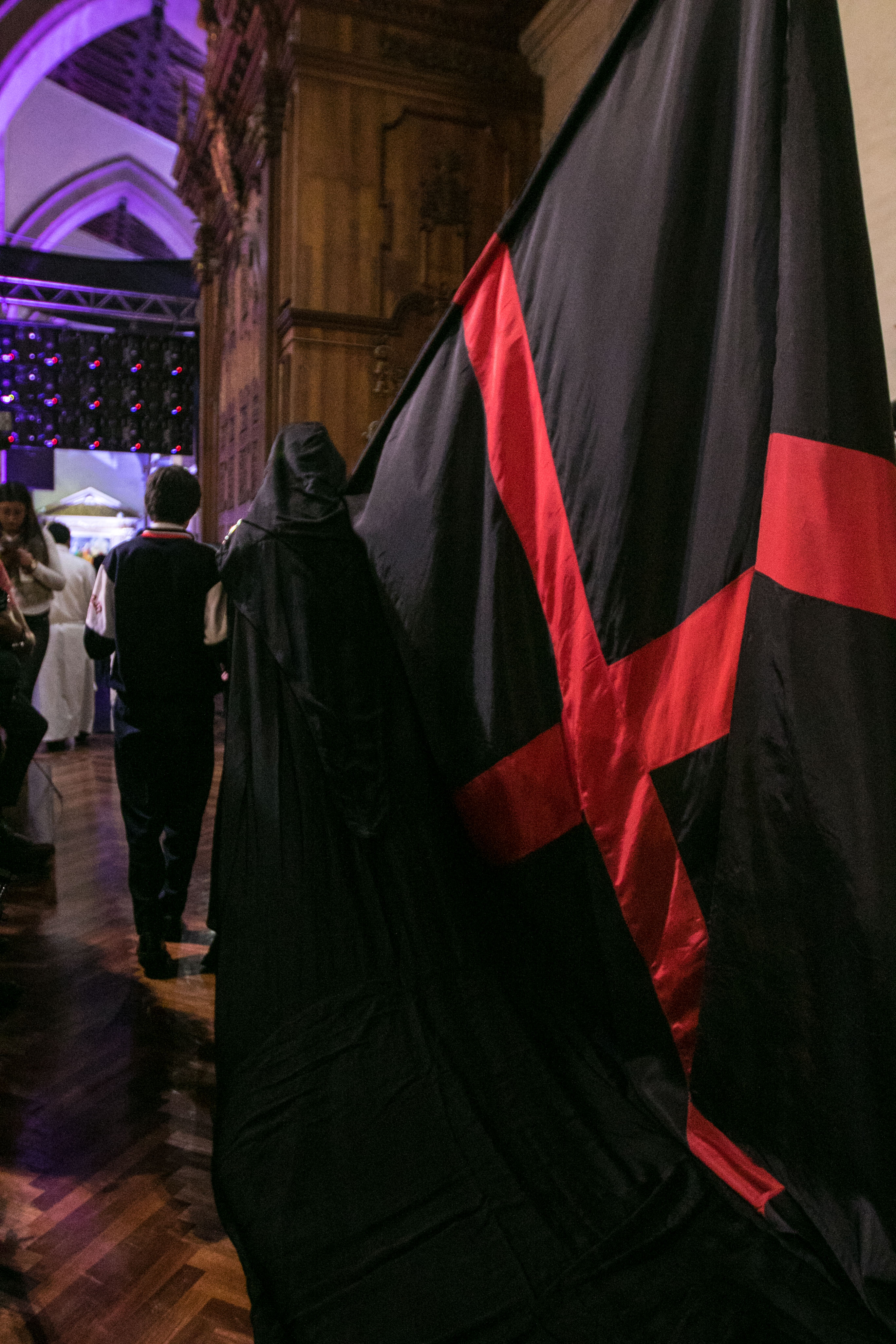
La bandera, usada en la ceremonia.

Tiene su origen en una tradición romana, donde el Ejército rendía un homenaje a un general caído en batalla o por enfermedad. En el funeral se cubría con un manto negro el cuerpo del general y luego se deslizaba por todos los soldados.
Tras la desintegración del imperio romano, muchas de sus tradiciones pasaron al cristianismo, y esta ceremonia  pasó a la Archidiócesis de Sevilla, donde poco a poco fue siendo adoptada para las conmemoraciones de Semana Santa. Tras el arribo de los evangelizadores y colonizadores al Nuevo Mundo, esta ceremonia pasó a Lima, por ser sufragánea a la de Sevilla. Posteriormente, pasó a las sufragáneas de Lima.

## Ceremonia
La procesión fúnebre inicia con los canónigos, precedidos por el señor arzobispo, con sus respectivos hábito coral, que se usan en las ceremonias fúnebres, el arzobispo con capa magna; los canónigos con sus capas negras, llevan la cauda negra larga de varios metros, desplegada en toda su extensión. Cada uno va acompañado de dos acólitos que llevan cirios en sus manos, un tercer acólito cuida de la extremidad de la cauda.
Tras su recorrido al interior de La Catedral, los canónigos  se colocan de rodillas sobre unos cojines de terciopelo rojo e inicia el rezo de las “solemnes vísperas”, mientras el arzobispo sube al púlpito exhibiendo el Lignum Crucis. La cruz es colocada en el altar para dar inicio a la batida de la bandera.

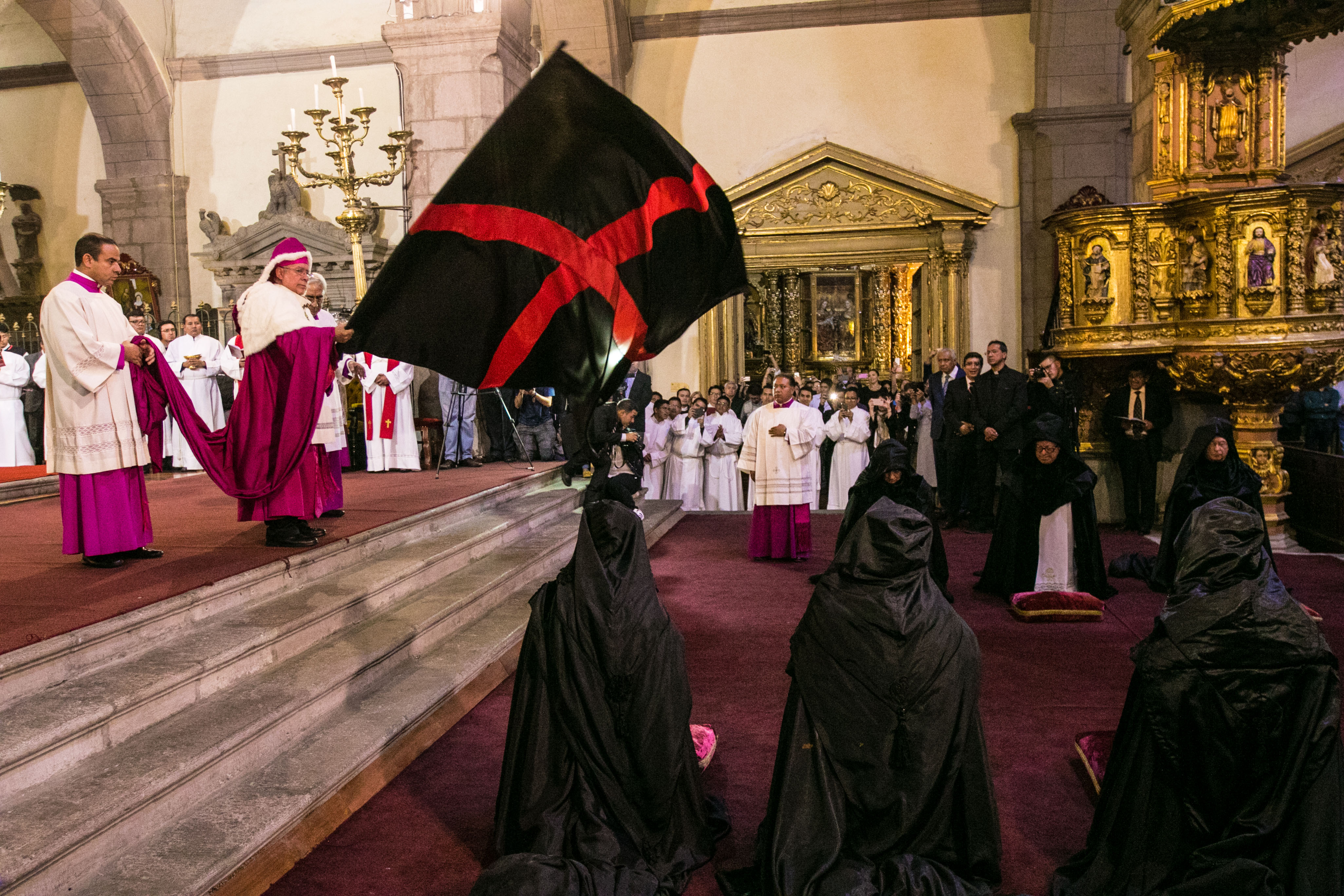
Fausto Trávez, ondeando la bandera (2018).

Cuando inicia el canto del himno del "Vexilla Regis”, el arzobispo toca y bate la bandera el altar para captar el espíritu y los méritos de Cristo muerto y resucitado. De esta manera se acerca a los canónigos postrados sobre los cojines y bate la bandera sobre ellos. 

Algunos devotos evitan ser tocados por esta prenda ya que tienen la creencia de que si les roza les llegará la muerte en un año.
Fausto Trávez

Tras batir la bandera, el arzobispo da tres golpes en el piso, que significan los días que Jesús estuvo en su tumba, y los religiosos se levantan del suelo representando su resurrección y reviviendo el momento de la resurrección de Jesucristo. De esta manera finaliza este ritual espiritual.